# سارواشکند
سارواشکند (به مجاری:  Szarvaskend) یک شهرداری در مجارستان است که در ناحیه کورمند واقع شده‌است. سارواشکند ۱۰٫۳۴ کیلومتر مربع مساحت و ۲۳۹ نفر جمعیت دارد.